# Рэгтайм (фильм)
«Рэгтайм» (англ. Ragtime) — художественный фильм, драма режиссёра Милоша Формана, экранизация одноимённого романа Эдгара Лоуренса Доктороу. Яркий образец антирасистского кино, призывающего к терпимости и взаимопониманию между людьми разного цвета кожи. Фильм, в котором сыграл свою последнюю роль Джеймс Кэгни, номинировался на восемь премий «Оскар».

## Сюжет
В картине несколько сюжетных линий. Главная повествует историю обычной американской семьи начала XX века. Отец, Мать, Младший брат (имён в фильме у них нет) ведут обеспеченную и размеренную жизнь белых американцев в пригороде Нью-Йорка. Однажды Мать находит возле дома негритянку Сару (Дебби Аллен) с новорождённым ребёнком на руках и даёт ей приют. Через некоторое время появляется отец ребёнка Джон Колхауз Уокер-младший (Говард Роллинз). Парень бросил свою любимую, потому что еле-еле сводил концы с концами. Однако он нашёл работу. Один из наиболее выразительных эпизодов в фильме, когда Джон садится за рояль в клубе, где его пробуют на работу, и играет рэгтайм. Его берут, теперь он вполне состоятелен и даже может себе позволить собственный автомобиль и, наконец, жениться на Саре.
Казалось, теперь семье Колхауза Уокера ничего не угрожает, но тут начинается трагедия. Когда Джон ехал за своей невестой, его остановил начальник местной пожарной команды Уилли Конклин и надругался над его автомобилем, давая понять, что негры и белые — люди разного сорта. Джон, как человек гордый и независимый, попытался дать отпор, требуя очистить автомобиль, и в результате угодил в тюрьму. Сара попыталась искать справедливости у вице-президента США Фэрбенкса во время его митинга на вокзале. Однако в те времена для негритянки это было крайне опасное предприятие, и её забили до смерти полицейские. Джон со своими друзьями разрабатывает план мести. Проникшись сочувствием к истории Колхауза, к нему присоединяется Младший брат — специалист по пиротехнике.
Вместе они забираются в знаменитую Моргановскую библиотеку в Нью-Йорке, минируют здание и, угрожая взорвать, требуют выдать им на суд того самого пожарного Конклина, с которого и началась вся история. Операцию по спасению библиотеки возглавляет комиссар полиции Нью-Йорка Райнлендер Уолдо (Джеймс Кэгни). Первое, что он делает, — требует доставить пожарного и собирается отдать умирающего от страха Конклина на расправу взбунтовавшемуся негру.
В последний момент Колхауз Уокер решает оставить в живых Конклина, не взрывать библиотеку, при условии, что ему вернут его автомобиль вымытым (тем самым символически признав его моральную победу) и, когда это условие выполняется, выходит с поднятыми руками из здания библиотеки. Уолдо отдает приказ снайперу расстрелять преступника. Сообщники Колхауза Уокера ускользают из рук полиции на машине Уокера благодаря остроумной выдумке Младшего брата.
Другая небольшая сюжетная линия — история актрисы и модели Эвелин Несбит (Элизабет Макговерн). Её полюбил Младший брат, но она впоследствии увлеклась бедным еврейским эмигрантом ашкенази, который сделал великолепную карьеру кинопродюсера, новую профессию в начале века кинематографа.

## В ролях
- Джеймс Кэгни — комиссар Райнлендер Уолдо[англ.]
- Брэд Дуриф — Младший брат
- Моузес Ганн — Букер Вашингтон
- Элизабет Макговерн — Эвелин Несбит
- Кеннет Макмиллан[англ.] — Уилли Конклин
- Пэт О’Брайен — мистер Дельфин Делмас
- Дональд О’Коннор — учитель танцев Эвелин
- Джеймс Олсон — Отец
- Мэнди Патинкин — Татэ
- Говард Роллинз — Колхауз Уокер-младший
- Мэри Стинберджен — Мать
- Дебби Аллен — Сара
- Джеффри ДеМанн — Гарри Гудини
- Роберт Джой — Гарри Тоу[англ.]
- Норман Мейлер — Стэнфорд Уайт
- Эдвин Купер — Дедушка
- Джефф Дэниэлс — П. С. О’Доннел
- Ричард Гриффитс — помощник Делмаса
- Сэмюэл Лерой Джексон — член банды
- Майкл Джетер — специальный репортёр
- Андреас Кацулас — полицейский № 3
- Стюарт Миллиган[англ.] — стрелок
- Итан Филлипс — охранник в семейном доме
- Джек Николсон — пират на пляже (в титрах не указан)

## Вокруг фильма
Фильм снят в полудокументальной манере, где фоном для вымышленных героев и историй являются подлинные исторические персонажи и события. Так, Эвелин Несбит — реальная личность, известная фотомодель, жена невероятно ревнивого ловеласа, нью-йоркского аристократа Гарри Тоу, который убил её бывшего любовника, архитектора Стэнфорда Уайта. Этот эпизод, своеобразно трактованный Форманом, можно увидеть в фильме.
Также в фильме можно увидеть Гарри Гудини, Букера Т. Вашингтона, Теодора Рузвельта, Джона Пирпонта Моргана, Чарльза Фэрбенкса и других реальных исторических лиц. Комиссар Райнлендер Уолдо также реальная личность, он был комиссаром полиции Нью-Йорка с 1911 по 1913 год.
Не вошли в фильм другие исторические персонажи, упомянутые в романе, к ним относятся полярник Роберт Пири и его чёрный помощник Мэтью Хенсон, австрийский эрцгерцог Франц-Фердинанд, графиня Софи Хотек, Зигмунд Фрейд, Теодор Драйзер, Якоб Риис и мексиканский революционер Эмилиано Сапата.
Фильм близок по духу к таким признанным работам, как «Клуб «Коттон»» и «Однажды в Америке», снятым в декорациях Нью-Йорка начала XX века — огромного котла, где народы и культуры сплавлялись в современное американское общество.
В основе сюжета — история средневекового германского мстителя Ханса Кольхазе, жившего в XVI веке, по мотивам биографии которого Генрих фон Клейст, светило немецкого романтизма, в 1810 году написал повесть «Михаэль Кольхаас».

## Награды
- 1981 — Премия ассоциации кинокритиков Лос-Анджелеса за лучшую музыку.
- 1982 — номинации на премию Оскар в восьми категориях.
- 1982 — номинации на премию Золотой глобус в семи категориях.